# Lepidarchus adonis
Lepidarchus
Genre
Genre
Lepidarchus adonis, unique représentant du genre Lepidarchus, est une espèce de poissons d'eau douce de la famille des Alestidae.

## Répartition
Lepidarchus adonis se rencontre en Côte d'Ivoire et au Ghana.

## Description
Lepidarchus adonis peut mesurer jusqu'à 21 mm, queue non comprise. Isbrücker (d) indique avoir mesuré une longueur totale de 29 mm chez un paratype (dont la longueur queue non comprise était de 23,2 mm), soit une valeur un peu supérieure à ce que donne FishBase.

## Systématique
Le nom valide complet (avec auteur) de ce taxon est Lepidarchus adonis Roberts (d), 1966.
Lepidarchus adonis a pour synonyme :
- Lepidarchus adonis signifer Isbrücker, 1970

Selon Isaäc Isbrücker (d), cette sous-espèce, originaire du Liberia, diffère de la sous-espèce nominale, en grande partie, par sa coloration.

## Étymologie
Le nom générique, Lepidarchus, du grec ancien λεπίς, lepís, « écaille », et ἀρχός, arkhós, « rectum », fait référence à la présence d'une écaille cycloïde de chaque côté de la partie antérieure de la base de la nageoire anale.
L'épithète spécifique fait allusion à Adonis de la mythologie grecque, une divinité d'une très grande beauté. Ce choix n'est pas expliqué mais pourrait faire référence à la combinaison des éléments que sont une taille minuscule, une couleur translucide, un corps pratiquement sans écailles et une coloration tachetée chez les mâles.

## Publication originale
- (en) T.R. Roberts (d), « Description and osteology of Lepidarchus adonis, a remarkable new characid fish from West Africa », Stanford Ichthyological Bulletin, États-Unis, vol. 8, no 3,‎ 1966, p. 209-227 (ISSN 0097-0670).